# Ayazpınar, Pertek
Ayazpınar là một xã thuộc huyện Pertek, tỉnh Tunceli, Thổ Nhĩ Kỳ. Dân số thời điểm năm 2010 là 192 người.